# Orbán Balázs Közművelődési Egyesület
Orbán Balázs Közművelődési Egyesület (román nyelven: Fundatia Culturala Orbán Balázs) Székelyudvarhelyen alakult 1990-ben a város és környéke közművelődési életének fellendítése, a honismereti hagyományok ápolása, közművelődési rendezvények szervezése célkitűzésével. Alapító elnöke Katona Ádám, 1990. október 25-i közgyűlésén megválasztott tisztikara: alelnökök Lőrincz György és Toró Árpád, titkára Sinka Ignác. Tiszteletbeli elnökké Sütő Andrást választották.

## Az egyesület főbb állomásai

### 1991
Az Egyesület 1991-ben alapítványt is hozott létre abból a célból, hogy Székelyudvarhely főterén névadójának közösségi összefogással szobrot állítsanak. A szobrot – Hunyadi László alkotását – 1995. február 4-én ünnepélyesen felavatták.
Az Orbán Balázs Közművelődési Egyesület 1991-ben Orbán Balázs Művelődési Hetet szervezett Székelyudvarhelyen (április 14-21.), meghívására az év folyamán előadást tartott Beder Tibor, Czine Mihály, Egyed Ákos, Kallós Zoltán, Szőcs Géza, Tőkés István; vitaestet szervezett a táncházmozgalom jövőjéről, a Limes Kör és a Kommunikációs Antropológiai Munkacsoport tagjainak részvételével a nemzetiségi azonosságtudatról. További munkaprogramjában az Erdélyi Múzeum-Egyesülettel közösen szervezett Széchenyi-emlékünnepély és barokk hangverseny szerepelt, kiállítás Nagy Imre grafikáiból, Molnár Edit fotóiból, Márton Árpád festményeiből. Létrehozott egy videostúdiót, amely mintegy húsz filmet készített; könyvtárat, amely 1991 végén közel ezer könyvvel rendelkezett; két könyvtárosképző kurzusán 106 hallgató vett részt.

### 1992
1992 augusztusában az Orbán Balázs Közművelődési Egyesület meghívására Székelyudvarhelyen tartott előadást Csoóri Sándor költő, a Magyarok Világszövetségének elnöke.

### 1995
1995. február 4-én leplezték le Székelyudvarhelyen Orbán Balázs szobrát, melyet Hunyady László marosvásárhelyi szobrászművész alkotott, s Antall Mihály szabadkai mester öntött bronzba. „Mintegy száz küldöttség, önkormányzatok, intézmények, szervezetek képviselői koszorúztak, több ezer ember gyűlt össze. Ferenczy Ferenc, a város polgármestere köszöntő beszéde után Sütő András következett. Markó Béla RMDSZ-elnök annak bizonyítékaként méltatta a szoboravatást, hogy Székelyföld 'létezik mint történelem, mint szellem, mint a múlt, jelen, jövő. Létezik mint egységes tudatú és szolidáris közösség, amely az erdélyi magyarság és az egyetemes magyarság szerves részeként egy sajátos hagyományt képvisel.' Beszédet mondott még Duray Miklós, a szlovákiai Együttélés Mozgalom elnöke, Szűrös Mátyás, az Illyés Alapítvány elnöke, Kasza József, Szabadka polgármestere, Patrubány Miklós RMDSZ-képviselő a Magyarok Világszövetsége nevében szólt a jelenlevőkhöz. Csoóri Sándor és Tőkés László személyes okok miatt nem lehetett jelen. Jakubinyi György gyulafehérvári érsek, Csiha Kálmán református, Mózes Árpád evangélikus és Erdő János unitárius püspök imái után következett a koszorúzás.”

### 2012
Az Orbán Balázs Közművelődési Egyesületnek is nagy szerepe volt abban, hogy Orbán Balázsnak Budapesten is emléktáblát állítottak a Kálvin téri Református Egyházközség gyülekezeti termének külső falán 2012. április 28-án. Orbán Balázs munkásságát ezen alkalomból is számos egyházi- és közéleti személyiség méltatta az Erdélyi Szövetség által rendezett ünnepi emlékülésen.